# Jegliniszki (jezioro)
Jegliniszki – jezioro położone w północno-wschodniej Polsce, w województwie podlaskim, w powiecie suwalskim, w gminie Wiżajny.
Jezioro Jegliniszki jest płytkim, powoli zarastającym zbiornikiem wodnym. Latem rośliny pływające pokrywają sporą część tafli jeziora. Są to głównie grążele żółte i grzybienie północne (nenufary). Nad jeziorem można zaobserwować liczne ptactwo wodne, przede wszystkim różne gatunki kaczek.
Z południowo-zachodniego brzegu jeziora wypływa ciek wodny, zasilający Jezioro Hańcza.